# 쿠리하라 코마키
쿠리하라 코마키(Komaki Kurihara, 1945년 3월 14일 ~ )는 일본의 배우, 영화배우이다.
세타가야구에서 태어났다.

## 영화
- 전쟁과 청춘 (1991년)
- 남자는 괴로워 36 (1985년) - 마치코 역
- 이터널 마뉴먼트 (1982년)
- 세키가하라 (1981년)
- 리카 (1979년)
- 화석 (1975년)
- 산다칸 8번 창관 (1974년)
- 시노부가와 (1972년)
- 내 목숨을 걸고 (1971년)
- 남자는 괴로워 4 (1970년) - 하루코 역